# Хриб-при-Церовцу
Хриб-при-Церовцу (словен. Hrib pri Cerovcu) — поселення в общині Семич, регіон Південно-Східна Словенія, Словенія.